# Edadus
Edadus was volgens de legende, zoals beschreven door Geoffrey van Monmouth, koning van Brittannië van 234 v.Chr. - 229 v.Chr. Hij was de tweede zoon van koning Cherin, en volgde zijn broer Fulgenius op. Hij werd opgevolgd door zijn broer Andragius.